# بایانو (بازیکن فوتبال، زاده ۱۹۸۱)
اریسون دا سیلوا سانتوس بازیکن فوتبال اهل برزیل است 